# کروماتوگرافی و طیف‌سنجی
کروماتوگرافی و طیف‌سنجی کتابی از عباس شفیعی است که در سال ۱۳۷۳ منتشر و در مراسم کتاب سال جمهوری اسلامی ایران به‌عنوان کتاب برگزیده معرفی شد.